# Plazmorhiza
Plazmorhiza je smršťování živočišné buňky v hypertonickém prostředí (s vyšší koncentrací látek, vyšší osmotická hodnota). Opačný děj praskání buňky v hypotonickém prostředí se nazývá plazmoptýza.